# Пастор Мальдонадо
Пастор Мальдонадо (ісп. Pastor Maldonado, нар. 9 березня 1985 в Маракаї) — венесуельський автогонщик. Перед своїм дебютом у «Формулі-1» у 2011 році виграв чемпіонат серії GP2 2010 року. З 2014 по 2015 рік виступав за команду Лотус.

## Кар'єра

### Формула-Рено
Перший досвід у формульних гонках Мальдонадо почав набирати в Італії у 2003 році. Він взяв участь в Італійському чемпіонаті Формули-Рено за команду «Cram Competition» і був класифікований сьомим за підсумками чемпіонату. Пастор тричі фінішував на подіумі і один раз завоював поул-позицію. за кермом «Cram Competition» він також взяв участь в одному етапі Німецького чемпіонату Формули-Рено на трасі Ошерслебен.
У 2004 році Мальдонадо працював за подвійною програмою виступаючи в Італійській та Європейської Формулі-Рено за все ту ж «Cram Competition». Він виграв титул в італійській серії, з вісьмома перемогами і шістьма поул-позиціями з сімнадцяти стартів. У європейському чемпіонаті він був класифікований восьмим з двома перемогами. Мальдонадо також знайшов час для участі в одному етапі Єврокубка Формули-Рено V6 на трасі Спа-Франкоршам де він фінішував на п'ятому місці.
У листопаді 2004 року Мальдонадо провів тести за команду Формули-1 «Мінарді» на трасі Мізано в Італії. Колишній власник команди Джанкарло Мінарді, позитивно відгукнувся про успіхи Мальдонадо.

### Італійська Ф-3000
У 2005 році Мальдонадо покинув Формулу-Рено, але він не міг повністю провести сезон у будь-якій серії. Він здійснив чотири старти в Італійській Формулі-3000 разом з командою «Sighinolfi Auto Racing», найкращим результатом було дев'яте місце. Також він взяв участь у дев'яти гонках Світової Серії Рено (і зробив сім стартів), найкращим результатом було сьоме місце. Тим не менше, його участь у серії була затьмарена забороною на участь у чотирьох гонках. Він не знизив швидкість на трасі в Монако, незважаючи на попереджувальні прапори, він потрапив в аварію і серйозно травмував маршала.

### Світова Серія Рено
Цілком сезон Світової Серії Рено Мальдонадо провів за команду «Draco Racing» у 2006 році. Сезон він завершив на третьому місці з трьома перемогами, шістьма подіумами, і п'ятьма поул-позиціями.

#### Судовий процес
Тим не менше сезон був затьмарений дискваліфікацією Мальдонадо на трасі Мізано через невідповідність боліда технічному регламенту, Мальдонадо міг виграти чемпіонський титул. «Draco Racing» подала апеляцію на рішення італійського суду в січні 2007 року. Але втрати 15 очок вистачило, щоб опуститися з першого на третє місце позаду Алкеса Даніельссона та Борхи Гарсії.

### GP2

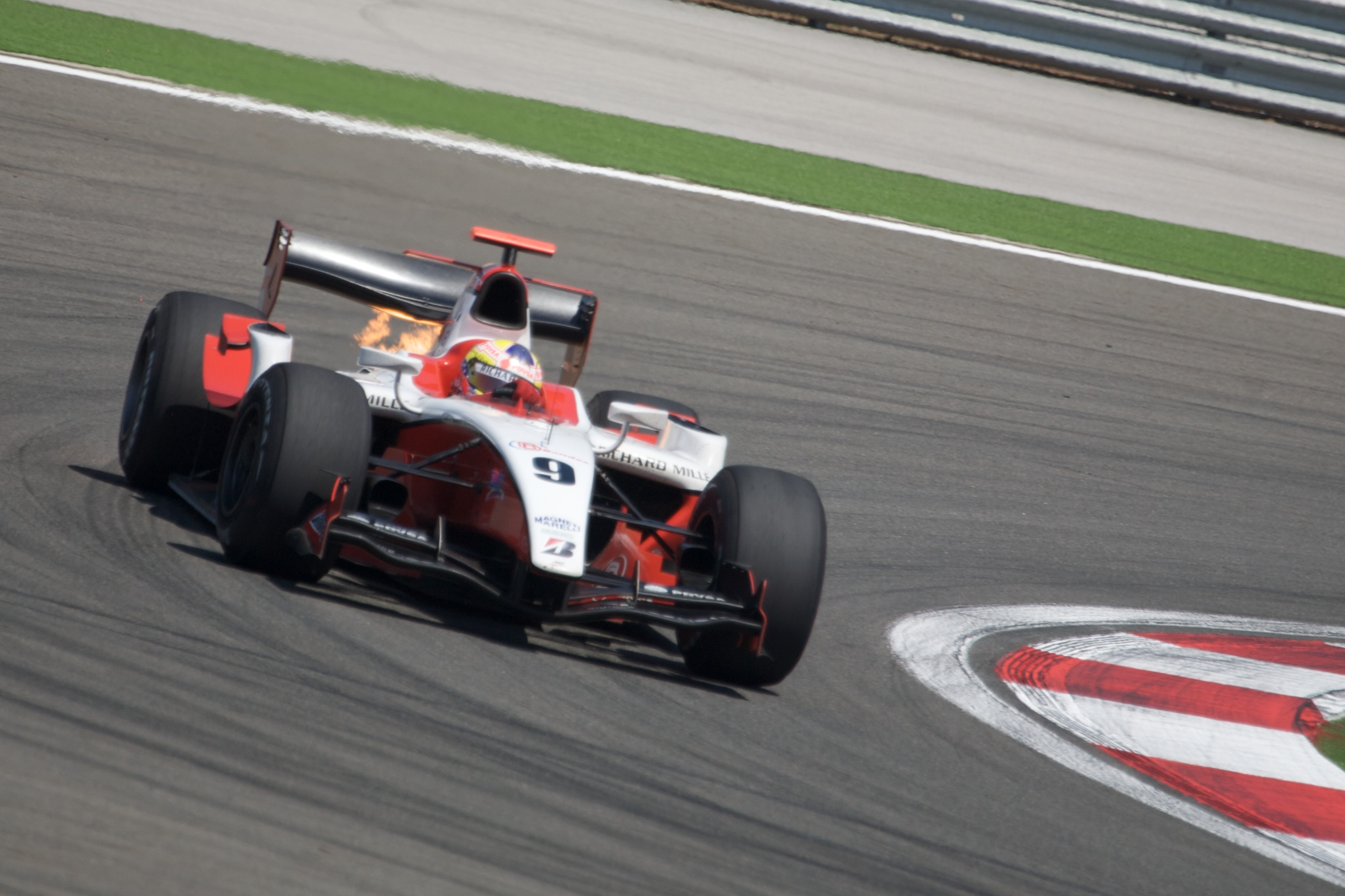
Мальдонадо керує болідом ART Grand Prix на турецькому етапі сезону 2009 GP2.

Успіхи Мальдонадо зацікавили більшість команд GP2 і він підписав контракт з командою «Trident Racing» на сезон 2007 року після успішних тестів у 2006. Він здобув свою першу перемогу всього-лише в четвертій гонці на етапі в Монако. Тим не менше, він пропустив чотири останні етапи після перелому ключиці під час практики, у результаті він закінчив чемпіонат за межами топ-10. Мальдонадо перейшов до команди «Piquet Sports» у 2008 році, на свій другий рік виступів. До середини сезону в його активі було два поули і два подіуми. У дощовій гонці на етапі в Сільверстоуні — він врізався під час шаленого старту, отримав штраф за порушення швидкості на піт-лейн, інший штраф отримав за обгін під жовтим прапором, він врізався в Адріана Вальєса та Камуї Кобаясі на останньому колі. Пастор стартував з кінця стартової решітки в основній гонці на етапі в Угорщині, але він фінішував п'ятим тому що пізніше всіх поїхав на обов'язковий піт-стоп, він встановив серію швидких кіл на зношених шинах. Чотири фініші на подіумі і перемога в спринті на трасі Спа-Франкоршам — за останні шість гонок підняли його на п'яте місце в особистому заліку пілотів.
На сезон 2009 Мальдонадо підписав контракт з командою «ART Grand Prix». Також він замінив з другого етапу Сезону 2008-09 GP2 Asia Філіппа Нельсона.
Мальдонадо взяв участь у першому етапі сезону 2009 Євросерії 3000 на автодромі Алгарве для того, щоб отримати досвід перед фіналом GP2. Він виграв першу гонку, стартувавши з другої позиції.
У сезоні 2010 року Мальдонадо виступав разом з Луїсом Разією за команду «Rapax Team». Він виграв чемпіонат на передостанній гонці сезону, що проходила в Монці.

### Формула-1

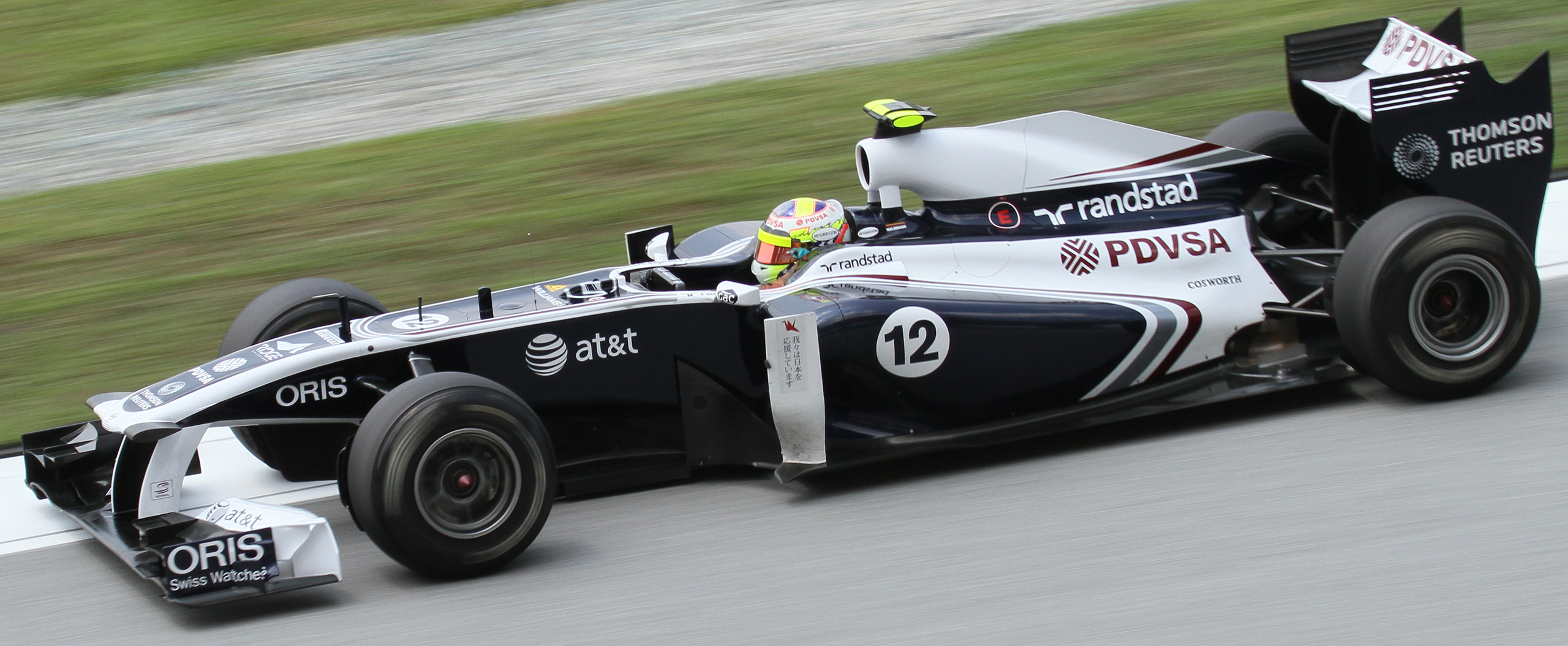
Мальдонадо за кермом боліду команди «Вільямс».

У 2010 році Мальдонадо був претендентом на місце у команді Формули-1 «Campos Meta». Керівник команди Адріан Кампос повідомив, що напарником Бруно Сенни може стати Педро Де ла Роса, Віталій Петров або Мальдонадо, але фінансові проблеми і перехід прав власності змінили ситуацію, в результаті місце пілота отримав Карун Чандхок.
Згодом венесуельське видання «Lider» повідомило, що чемпіон GP2 сезону-2010 Пастор Мальдонадо підписав контракт з командою «Вільямс» Формули-1 на сезон 2011 року. За відомостями видання, спонсором Мальдонадо виступила компанія «PDVSA». Імовірно, за контракт Мальдонадо «PDVSA» заплатила команді 15 мільйонів євро. У «Вільямсі» Мальдонадо замінив німця Ніко Хюлькенберга.

## Результати виступів

### Результати виступів у GP2
| Рік  | Команда        | 1      | 2        | 3        | 4        | 5     | 6        | 7     | 8     | 9        | 10     | 11    | 12       | 13       | 14      | 15    | 16       | 17       | 18       | 19     | 20     | 21    | ОЗ | Очки |
| ---- | -------------- | ------ | -------- | -------- | -------- | ----- | -------- | ----- | ----- | -------- | ------ | ----- | -------- | -------- | ------- | ----- | -------- | -------- | -------- | ------ | ------ | ----- | -- | ---- |
| 2007 | Trident Racing | БАХ НС | БАХ 16   | ІСП Схід | ІСП 17   | МОН 1 | ФРА 10   | ФРА 8 | ВЕЛ 7 | ВЕЛ 2    | НІМ 6  | НІМ 4 | УГО Схід | УГО Схід | ТУР Т   | ТУР Т | ІТА Т    | ІТА Т    | БЕЛ Т    | БЕЛ Т  | ВАЛ Т  | ВАЛ Т | 11 | 25   |
| 2008 | Piquet Sports  | ІСП 12 | ІСП Схід | ТУР Схід | ТУР Схід | МОН 2 | МОН Схід | ФРА 3 | ФРА 7 | ВЕЛ Ret  | ВЕЛ 15 | НІМ 6 | НІМ 17   | УГО 5    | УГО 18  | ЄВР 2 | ЄВР Схід | БЕЛ 3    | БЕЛ 1    | ІТА 2  | ІТА 4  |       | 5  | 60   |
| 2009 | ART Grand Prix | ІСП 5  | ІСП 6    | МОН 8    | МОН 1    | ТУР 6 | ТУР 5    | ВЕЛ 7 | ВЕЛ 1 | НІМ Схід | НІМ 9  | УГО 4 | УГО Схід | ВАЛ ДСК  | ВАЛ 8   | БЕЛ 4 | БЕЛ Схід | ІТА Схід | ІТА 15   | ПОР 11 | ПОР 20 |       | 6  | 36   |
| 2010 | Rapax Team     | ІСП 6  | ІСП 3    | МОН 2    | МОН 11   | ТУР 1 | ТУР 6    | ВАЛ 1 | ВАЛ 4 | ВЕЛ 1    | ВЕЛ 4  | НІМ 1 | НІМ 20   | УГО 1    | УГО ДСК | БЕЛ 1 | БЕЛ Схід | ІТА Схід | ІТА Схід | АБУ 17 | АБУ 9  |       | 1  | 87   |

### Результати виступів у GP2 Asia
| Рік     | Команда        | 1   | 2   | 3        | 4     | 5   | 6   | 7   | 8   | 9     | 10    | 11       | 12       | ОЗ | Очки |
| ------- | -------------- | --- | --- | -------- | ----- | --- | --- | --- | --- | ----- | ----- | -------- | -------- | -- | ---- |
| 2008–09 | ART Grand Prix | КИТ | КИТ | АБУ Схід | АБУ О | БАХ | БАХ | КАТ | КАТ | МАЛ 7 | МАЛ 2 | БАХ Схід | БАХ Схід | 15 | 7    |

### Результати виступів у Формулі-1
| Рік  | Команда          | Шасі                            | Двигун                              | 1        | 2        | 3        | 4        | 5        | 6        | 7        | 8      | 9        | 10     | 11     | 12       | 13     | 14       | 15     | 16       | 17       | 18     | 19       | 20       | Місце | Очки |
| ---- | ---------------- | ------------------------------- | ----------------------------------- | -------- | -------- | -------- | -------- | -------- | -------- | -------- | ------ | -------- | ------ | ------ | -------- | ------ | -------- | ------ | -------- | -------- | ------ | -------- | -------- | ----- | ---- |
| 2011 | AT&T Williams    | Williams FW33                   | Cosworth CA2011 2.4 V8              | АВС Схід | МАЛ Схід | КИТ 18   | ТУР 17   | ІСП 15   | МОН 18   | КАН Схід | ЄВР 18 | ВЕЛ 14   | НІМ 14 | УГО 16 | БЕЛ 10   | ІТА 11 | СІН 11   | ЯПО 14 | КОР Схід | ІНД Схід | АБУ 14 | БРА Схід |          | 19    | 1    |
| 2012 | Williams F1 Team | Williams FW34                   | Renault RS27-2012 V8                | АВС 13   | МАЛ 19   | КИТ 8    | БХР Схід | ІСП 1    | МОН Схід | КАН 13   | ЄВР 12 | ВЕЛ 16   | НІМ 15 | УГО 13 | БЕЛ Схід | ІТА 11 | СІН Схід | ЯПО 8  | КОР 14   | ІНД 16   | АБУ 5  | США 9    | БРА Схід | 15    | 45   |
| 2013 | Williams F1 Team | Williams FW35                   | Renault RS27-2012 V8                | АВС Схід | МАЛ Схід | КИТ 14   | БХР 11   | ІСП 14   | МОН Схід | КАН 16   | ВЕЛ 11 | НІМ 15   | УГО 10 | БЕЛ 17 | ІТА 14   | СІН 11 | КОР 13   | ЯПО 16 | ІНД 12   | АБУ 11   | США 17 | БРА 16   |          | 18    | 1    |
| 2014 | Lotus F1         | Lotus F1 Lotus Lotus E22        | Renault Energy F1‑2014 1.6 V6 turbo | AUS Схід | MAL Схід | BHR 14   | CHN 14   | ESP 15   | MON НС   | CAN Схід | AUT 12 | GBR 17†  | GER 12 | HUN 13 | BEL Схід | ITA 14 | SIN 12   | JPN 16 | RUS 18   | USA 9    | BRA 12 | ABU Схід |          | 16    | 2    |
| 2015 | Lotus F1         | Lotus F1 Lotus Lotus E23 Hybrid | Mercedes PU106B Hybrid 1.6 V6 turbo | AUS Схід | MAL Схід | CHN Схід | BHR 15   | ESP Схід | MON Схід | CAN 7    | AUT 7  | GBR Схід | HUN 14 | BEL    | ITA      | SIN    | JPN      | RUS    | USA      | MEX      | BRA    | ABU      |          | 14*   | 12*  |

† Пілот не зміг завершити перегони але був класифікований подолавши понад 90% дистанції.

* Сезон триває.